# Idaea prolixa
Idaea prolixa är en fjärilsart som beskrevs av William Schaus 1913. Idaea prolixa ingår i släktet Idaea och familjen mätare. Inga underarter finns listade i Catalogue of Life.